# Ксенија Милошевић
Ксенија Милошевић, (рођена 26. априла 1982, Београд, Србија, СФР Југославија) је српска певачица и виолинисткиња и чланица женског бенда Beauty Queens, која је настала окупљањем пратећих вокала Марије Шерифовић након победе на Песми Евровизије 2007.

## Породица
Ксенија Милошевић потиче из музичке породице, ћерка је легендарног Божидара Бокија Милошевића, познатог српског кларинетисте, шефа Народног оркестра Радио-телевизије Београд, професора музичке школе „Јосип Славенски” и члана Београдске филхармоније. Њена сестра је Тијана Милошевић, са 19 година најмлађи концерт-мајстор на свету и прва виолина Београдске филхармоније, професор виолине. У браку је са композитором Сашом Милошевићем.

## Пре бенда
Ксенија Милошевић је рођена у Београду 1982. године. Виолину свира од своје четврте године, а Факултет музичке уметности у Београду је уписала са 14 година. Дипломирала је и магистрирала 2005. године у класи проф. Дејана Михаиловића. Ксенија Милошевић је од своје 16 године стално запослена као заменик концертмајстора Београдске филхармоније и 2018. године је обележила 20 година рада у овом оркестру. Од 2006. године је стални члан трија Сингидунум са којим активно наступа широм земље. Била је члан многих камерних ансамбала и оркестара као што су Ансамбл виолина, Мајстори гудачи, Балканска камерна академија, камерни оркестар Симфонијета, камерни оркестар Љубица Марић, Огњен и пријатељи, са којима је наступала широм Европе и снимила два ЦД-а. 
Члан је и солиста ансамбла Double Sens, који са солистом Немањом Радуловићем наступа широм света и са којима је снимила четири ЦД-а од којих су три за Дојче Грамофон. Наступала је као солиста са многим камерним оркестрима као и са симфонијским оркестрима као што су Београдска филхармонија, Симфонијски оркестар РТС-а, симфонијски оркестар Станислав Бинички, и др.
Ксенија је освојила бројне награде и наступала као солиста са угледним српским оркестрима. Од 2001. године заменик је концертног мајстора Београдске филхармоније. Две сезоне је обављала функцију концертног мајстора. 

## Евровизија
2006. године свирала је виолину и певала пратеће вокале уз песму Хари Мата Хари, која је представљала Босну и Херцеговину на Песми Евровизије 2006. 2007. године била је пратећи вокал у победничкој песми Србије Молитва. 2012. године свирала је виолину и певала пратеће вокале уз песму Жељка Јоксимовића - Није љубав ствар која је представљала Србију на Песми Евровизије 2012. Ксенија Милошевић је четврти пут била пратећи вокал на Евровизији за Моје 3, које су представљале Србију на Песми Евровизије 2013.

## Beauty Queens
Погледајте Beauty Queens 

## Дискографија

### Са Beauty Queens

#### Албуми
- 2008: ТБА

#### Синглови
- 2007: "Пет на један"
- 2007: "Против срца"
- 2008: "Завет"